# Stará Paka
Stará Paka är en ort i Tjeckien.   Den ligger i regionen Hradec Králové, i den centrala delen av landet, 90 km nordost om huvudstaden Prag. Stará Paka ligger 411 meter över havet och antalet invånare är 2 026.
Terrängen runt Stará Paka är platt åt nordost, men åt sydväst är den kuperad. Runt Stará Paka är det ganska tätbefolkat, med 108 invånare per kvadratkilometer. Närmaste större samhälle är Nová Paka, 2,3 km sydost om Stará Paka. I omgivningarna runt Stará Paka växer i huvudsak blandskog.